# Дестріана
Дестріана (ісп. Destriana) — муніципалітет в Іспанії, у складі автономної спільноти Кастилія-і-Леон, у провінції Леон. Населення — 615 осіб (2010).
Муніципалітет розташований на відстані близько 290 км на північний захід від Мадрида, 55 км на південний захід від Леона.
На території муніципалітету розташовані такі населені пункти: (дані про населення за 2010 рік)
- Дестріана: 360 осіб
- Робледіно-де-ла-Вальдуерна: 109 осіб
- Робледо-де-ла-Вальдуерна: 146 осіб

## Демографія
Динаміка населення (INE ):